# لیگ آزادگان ۹۸–۱۳۹۷
لیگ آزادگان ۹۸–۱۳۹۷ دومین لیگ معتبر فوتبال ایران است که در این دوره ۱۳ تیم از فصل گذشته به همراه دو تیم صعود کرده از لیگ دسته دوم فوتبال ایران حضور دارند. بر اساس آئین‌نامه موجود در پایان هر فصل تیم‌های اول و دوم لیگ برتری می‌شوند و سه تیم انتهای جدول هم به دسته دوم سقوط خواهند کرد. از آنجایی که نفت تهران از حضور در بازی‌ها انصراف داده‌است و سیاه جامگان هم با حکم کمیته انضباطی از جدول بازی‌ها کنار گذاشته شد در پایان فصل تنها یک تیم به دسته دوم سقوط می‌کند.
در این دوره از لیگ آزادگان تیم‌های گل‌گهر سیرجان و شاهین شهرداری بوشهر به لیگ برتر فوتبال ایران صعود کردند و شهرداری ماهشهر به لیگ دسته دوم فوتبال سقوط کرد.

## تیم‌ها
| تیم                 | شهر         | ورزشگاه           | ظرفیت  |
| ------------------- | ----------- | ----------------- | ------ |
| آلومینیوم           | اراک        | امام خمینی        | ۱۵٬۰۰۰ |
| گل ریحان            | کرج         | انقلاب            | ۱۵٬۰۰۰ |
| مس کرمان            | کرمان       | باهنر             | ۱۵٬۴۳۰ |
| گل‌گهر               | سیرجان      | شهید سلیمانی      | ۳٬۲۰۰  |
| ملوان               | بندر انزلی  | تختی              | ۸٬۰۰۰  |
| مس رفسنجان          | رفسنجان     | نوش‌آباد           | ۱۰٬۰۰۰ |
| شهرداری تبریز       | تبریز       | مرزداران          | ۵٬۰۰۰  |
| نود                 | ارومیه      | تختی ارومیه       | ۵٬۰۰۰  |
| شهرداری ماهشهر      | بندر ماهشهر | شهدای ماهشهر      | ۱۵٬۰۰۰ |
| قشقایی              | شیراز       | پارس شیراز        | ۵۰٬۰۰۰ |
| خونه به خونه        | بابل        | شهدای هفتم تیر    | ۵٬۰۰۰  |
| فجر سپاسی           | شیراز       | حافظیه شیراز      | ۵۰۰۰   |
| بادران              | تهران       | کارگران           | ۵٬۰۰۰  |
| شاهین شهرداری بوشهر | بوشهر       | شهید بهشتی        | ۱۵٬۰۰۰ |
| کارون اروند         | خرمشهر      | نفت و گاز اروندان | ۱۵٬۰۰۰ |
| سرخپوشان            | پاکدشت      | شهید دستگردی      | ۸٬۰۰۰  |

### تعداد تیم‌ها در هر استان
| استان          | تعداد تیم‌ها | تیم‌ها                       |
| -------------- | ----------- | --------------------------- |
| کرمان          | ۳           | گل‌گهر، مس رفسنجان، مس کرمان |
| تهران          | ۲           | بادران، سرخپوشان            |
| فارس           | ۲           | فجر سپاسی، قشقایی           |
| خوزستان        | ۲           | شهرداری ماهشهر، کارون اروند |
| آذربایجان شرقی | ۱           | شهرداری تبریز               |
| آذربایجان غربی | ۱           | نود                         |
| گیلان          | ۱           | ملوان                       |
| مرکزی          | ۱           | آلومینیوم                   |
| البرز          | ۱           | گل ریحان                    |
| مازندران       | ۱           | خونه به خونه                |
| بوشهر          | ۱           | شاهین شهرداری بوشهر         |

## جدول لیگ
| رتبه | تیم                | بازی | برد | مساوی | باخت | گل زده | گل خورده | گل تفاضل | امتیاز | صعود یا سقوط                              |
| ---- | ------------------ | ---- | --- | ----- | ---- | ------ | -------- | -------- | ------ | ----------------------------------------- |
| ۱    | گل‌گهر (ق)          | ۳۰   | ۱۵  | ۱۳    | ۲    | ۴۷     | ۲۶       | ۲۱+      | ۵۸     | صعود به لیگ برتر فوتبال ایران ۹۹–۱۳۹۸     |
| ۲    | شاهین بوشهر        | ۳۰   | ۱۴  | ۱۲    | ۴    | ۳۴     | ۱۷       | ۱۷+      | ۵۴     | صعود به لیگ برتر فوتبال ایران ۹۹–۱۳۹۸     |
| ۳    | گل ریحان           | ۳۰   | ۱۳  | ۹     | ۸    | ۳۰     | ۱۹       | ۱۱+      | ۴۸     |                                           |
| ۴    | آلومینیوم اراک     | ۳۰   | ۱۲  | ۱۲    | ۶    | ۲۷     | ۲۳       | ۴+       | ۴۸     |                                           |
| ۵    | مس کرمان           | ۳۰   | ۱۲  | ۱۱    | ۷    | ۳۸     | ۲۲       | ۱۶+      | ۴۷     |                                           |
| ۶    | سرخپوشان           | ۳۰   | ۱۱  | ۱۰    | ۹    | ۴۸     | ۳۸       | ۱۰+      | ۴۳     |                                           |
| ۷    | بادران             | ۳۰   | ۱۱  | ۱۰    | ۹    | ۳۵     | ۳۲       | ۳+       | ۴۳     |                                           |
| ۸    | قشقایی             | ۳۰   | ۱۱  | ۶     | ۱۳   | ۲۸     | ۳۴       | ۶−       | ۳۹     |                                           |
| ۹    | فجر سپاسی          | ۳۰   | ۹   | ۱۱    | ۱۰   | ۲۶     | ۲۴       | ۲+       | ۳۸     |                                           |
| ۱۰   | مس رفسنجان         | ۳۰   | ۹   | ۹     | ۱۲   | ۴۰     | ۴۲       | ۲−       | ۳۶     |                                           |
| ۱۱   | ملوان              | ۳۰   | ۱۰  | ۱۱    | ۹    | ۲۹     | ۲۸       | ۱+       | ۳۵     |                                           |
| ۱۲   | خونه به خونه       | ۳۰   | ۷   | ۱۰    | ۱۳   | ۲۲     | ۳۰       | ۸−       | ۳۱     |                                           |
| ۱۳   | نود ارومیه         | ۳۰   | ۷   | ۱۰    | ۱۳   | ۲۳     | ۴۰       | ۱۷−      | ۳۱     |                                           |
| ۱۴   | شهرداری تبریز      | ۳۰   | ۶   | ۱۰    | ۱۴   | ۲۷     | ۴۵       | ۱۸−      | ۲۸     |                                           |
| ۱۵   | کارون اروند        | ۳۰   | ۶   | ۱۰    | ۱۴   | ۱۷     | ۳۶       | ۱۹−      | ۲۸     |                                           |
| ۱۶   | شهرداری ماهشهر (س) | ۳۰   | ۵   | ۱۰    | ۱۵   | ۱۹     | ۳۴       | ۱۵−      | ۲۵     | سقوط به لیگ دسته دوم فوتبال ایران ۹۹–۱۳۹۸ |

|}

منبع: 
نحوه قرار گرفتن در جدول:1st امتیاز؛ 2nd تفاضل گل؛ 3rd گل زده.
# = رتبه در جدول؛ بازی = تعداد بازی؛ برد = بازیهای برده؛ مساوی = بازیهای مساوی؛ باخت = بازیهای باخته؛ زده = گل زده؛ خورده = گل خورده؛ تفاضل = تفاضل گل؛ امتیاز = امتیاز گرفته؛
(ق) = قهرمان؛ (س) = سقوط کرده؛ (ص) = صعود به رده بالاتر؛ (پ) = رفتن به پلی آف؛ (۱/۴) = رفتن به ۱/۴

- نکته: از ملوان ۶ امتیاز کسر شد.